# Hippoporidra littoralis
Hippoporidra littoralis är en mossdjursart som beskrevs av Cook 1964. Hippoporidra littoralis ingår i släktet Hippoporidra och familjen Hippoporidridae. Inga underarter finns listade i Catalogue of Life.